# Mortiis

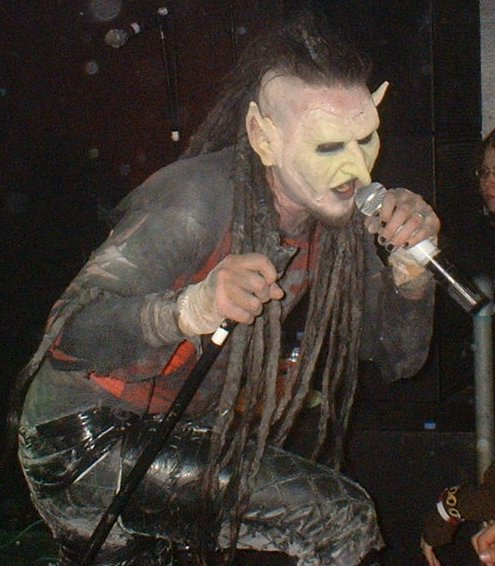
Mortiis tijdens optreden in Leicester in 2005

Mortiis (geboren: Håvard Ellefsen, Notodden, Noorwegen, 25 juli 1975) is een Noorse muzikant. In zijn carrière heeft hij black metal, ambient en industrial rock gemaakt.

## Geschiedenis
Mortiis begon zijn muziekcarrière als bassist bij de beruchte black metalband Emperor. Hij heeft twee jaar bij Emperor gespeeld, voordat hij solo verderging. Dit soloproject, ook Mortiis genaamd, had echter nog maar weinig met black metal te maken en is begonnen als fantasy-achtige Dark Ambient.

### Post-Emperor
Tot "The Stargate" (1999) was Mortiis' muziek geheel op synthesizers gecomponeerd. De resulterende sound is omschreven als "Dark Dungeon Music" door Mortiis zelf. "The Stargate" ging dieper in op het "Battle Music" genre, en er werden fluiten en akoestische gitaren gebruikt naast de Mortiis zo typerende synthesizers, die overigens gelikter en professioneler klonken. Vrouwelijke vocalen werden ingezongen door Sarah Jezebel Deva (o.a. Cradle of Filth).

### Post-Stargate
"The Smell of Rain" (2001) verdeelde de fans: de muziek neigde sterk naar het Dark Ambient genre. Sommige fans vonden de nieuwe sound geweldig, anderen vonden het vreselijk.
Sommige fans hadden een 'Stargate II' verwacht en vonden dat Mortiis hen verraden had, maar commercieel gezien bereikte Mortiis een nieuw hoogtepunt.

### The Grudge
Mortiis brak met zijn laatste release, "The Grudge", nog drastischer met de stijlen van de eerste platen. "The Grudge" is Industrial Rock in het straatje van Nine Inch Nails, Sulpher, Ministry, Gothminister, Deathstars en The Kovenant: zware distortion op de gitaren, Electronic programmering, staccato drumriffs, etc.
Sommige fans van het eerste uur waren hier wederom niet over te spreken, maar het heeft Mortiis heel veel nieuwe fans bezorgd.
Nog interessanter is dat de Noorse regering, bij monde van een Cultuurcommissie, "The Grudge" tot Noors cultuurgoed heeft benoemd. Dit houdt in dat alle Noorse bibliotheken "The Grudge" in hun collectie moeten hebben, opdat de Noren er gratis naar kunnen luisteren.
Mortiis werkt momenteel met Rhys Fulber (o.a. Paradise Lost) aan zijn nieuwe album met werktitel "Road To Ruin", met werktitels als "The Great Deceiver", "Zeitgeist", "The Ugly Truth", en "Scolding the Burnt".
Mortiis is voorts van plan een remix album getiteld "Some Kind of Heroin" uit te brengen, gebaseerd op "The Grudge", via Earache Records. "Some Kind of Heroin" bevat diverse remixes inclusief interpretaties van bijvoorbeeld Gothminister en The Kovenant.

### Bandleden
De band Mortiis is kort na de release van "The Smell of Rain" geformeerd. De line-up bestaat uit:
- Håvard Ellefsen (aka Mortiis) - lead vocals, programming, mixing
- Åsmund Sveinnungard - gitaar
- Leo Troy - drums
- Levi Gawrond - basgitaar, programming, mixing
- Åge Micheal Troite - live gitaar tijdens 'The Blackest of the Black Tour'; Levi's broer.

- Bibsys: 5065210
- Biblioteca Nacional de España: XX5145730
- Bibliothèque nationale de France: cb14039373j (data)
- Gemeinsame Normdatei: 1160051461
- International Standard Name Identifier: 0000 0003 8270 9795
- MusicBrainz: 98087dc1-ca0a-44cc-9d3a-94c8e67a2e1a
- Système universitaire de documentation: 169144364
- Virtual International Authority File: 266990815
- WorldCat: E39PBJg4mv8mKBJ6m74vBDjXBP